# 762

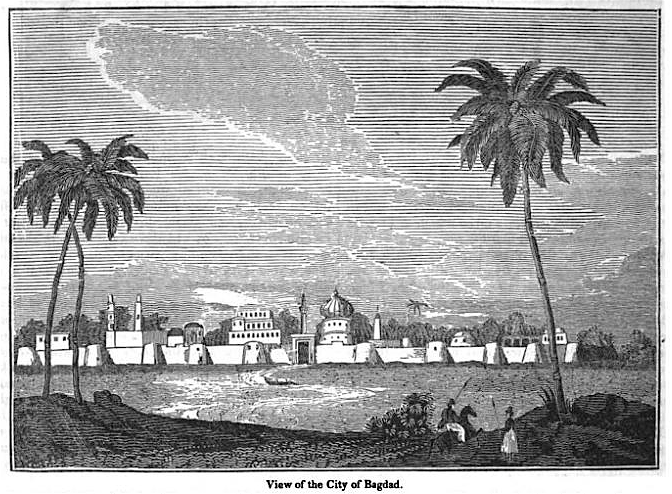
Kalief Al-Mansoer sticht Bagdad (Irak)

Het jaar 762 is het 62e jaar in de 8e eeuw volgens de christelijke jaartelling.

## Gebeurtenissen

### Arabische Rijk
- Kalief Al-Mansoer sticht Bagdad, een dorpje in de omgeving van de ruïnes van Ctesiphon. De stad wordt de nieuwe residentie van het kalifaat van de Abbasiden en het centrum van een enorm handelsnetwerk; karavanen en zeilschepen voeren goud aan uit Nubië, linnen uit Egypte, tapijten uit Armenië, robijnen uit India en specerijen uit Oost-Indië. Tevens wordt er een instituut voor geneeskunde gesticht, en geleerden bestuderen de Koran.

### Azië
- 16 mei – Keizer Su Zong overlijdt na een regeerperiode van 6 jaar. Hij wordt opgevolgd door zijn zoon Dai Zong die als heerser van de Tang-dynastie de troon bestijgt van het Chinese Keizerrijk. In 763 weet Dai de An Lushan-opstand definitief te beëindigen.
- Koning Trisong Detsen nodigt Shantarakshita uit om het boeddhisme in Tibet te bevorderen.

## Overleden
- Æthelberht II, koning van Kent
- Li Bai (of Li Po) (61), Chinees dichter
- Marcellinus van Deventer, Angelsaksisch missionaris
- 16 mei – Su Zong (51), keizer van het Chinese Keizerrijk
- Xuan Zong (77), keizer van het Chinese Keizerrijk